# Тагалы
Тага́лы (таг. Mga / Lahing Tagalog), реже тагальцы — народ на Филиппинах, который относится к южноазиатской переходной расе. Численность — 22 млн человек. По религии большинство из них — католики. Тагалы — вторая (после висайя) по численности этническая группа филиппинцев, составляющая около 28,1 % от всего населения страны.

## Ареал расселения
Тагалы населяют центральную и южную части о́строва Лусон, а также острова́ Миндоро, Мариндуке и другие.

## Самоназвание
Самоназвание — тагалог — происходит от таг. tagá-ilog («живущие у реки»), либо от близкого ему tagá-alog («живущие у переправы»). До начала XX века также использовалось самоназвание Katagalugan (байбайин ᜃᜆᜄᜎᜓᜄᜈ᜔).

## Язык
Язык — тагальский, центрально-филиппинской ветви филиппинской зоны австронезийских языков. Письменность — на латинской основе. Имеет более десяти вариантов и диалектов. Наиболее известные: манильский, филипино. Является государственным языком Филиппин.

## Хозяйство и культура
Тагалы — один из наиболее развитых в культурном и экономическом отношении народов Филиппин.
Их занятия: поливное земледелие (поливной рис, кукуруза, бананы, кокосовая пальма, манго, кофе, абака, каучуконосы, сахарный тростник, табак), животноводство (буйволы, коровы, свиньи, козы, куры). На побережьях большую роль играет рыболовство.
Их ремёсла: плетение корзин из ротанга, бамбука, изготовление тканей из абаки, волокон листьев ананаса, резьба по дереву, вышивка.
Многие тагалы живут сегодня в городах. Сельские жители — в посёлках, баррио (исп. barrio — «квартал»). Такой посёлок имеет в центре площадь, базар, административные здания, церковь. Дома — бамбуковые на сваях (1,5 — 2 м высотой). Материал для крыш — пальмовые листья, трава под названием «когон».
Одежда национальная — узкие штаны, длинная рубаха со стоячим воротничком, соломенная шляпа у мужчин, саронг, кофта с широкими рукавами, короткий жакет, головной или шейный платок у женщин. Распространена европейская одежда.
Семья малая, сохраняются пережитки брачного выкупа, отработки за невесту. Система родства английского типа.
Самый красочный праздник — фиеста, то есть день святого — патрона города или селения. Проводятся карнавальные шествия, избирается «король церемонии».
Тагалы играют ведущую роль в процессе консолидации филиппинских народов.
- Тагальская королевская семья. Миниатюра «Кодекса [Чарльза] Боксера»[англ.] (1590)
- Тагальская королевская семья. Миниатюра «Кодекса [Чарльза] Боксера» (1590)
- Знатные тагалы. Миниатюра «Кодекса [Чарльза] Боксера» (1590)
- Тагалы в национальном костюме. Рис. из «Описания путешествия Поля де Ла Жироньера» (1855)
- Эмилио Агинальдо, первый президент Филиппин, тагалец по национальности